# Agrias nigrobasalis
Agrias nigrobasalis är en fjärilsart som beskrevs av Le Moult 1931. Agrias nigrobasalis ingår i släktet Agrias och familjen praktfjärilar. Inga underarter finns listade i Catalogue of Life.